# Insenatura di Vaughan
L'insenatura di Vaughan (in inglese Vaughan Inlet) è un'insenatura larga circa 12 km e lunga 17, situata sulla costa di Oscar II, nella parte orientale della Terra di Graham, in Antartide. L'insenatura si estende in particolare tra la collina Whiteside, a sud-ovest, e punta Shiver, a nord-est.
Nell'insenatura si gettano diversi ghiacciai, tra cui il Brenitsa, l'Evans, il Green e l'Hektoria.

## Storia
L'insenatura di Vaughan coincide con la parte sud-orientale della formazione fotografata da Sir Hubert Wilkins il 20 dicembre 1928 ed a cui Wilkins aveva dato il nome di "Fiordi Hektoria" dal nome della nave che aveva trasportato i membri della sua spedizione fin sull'isola Deception. La vera natura della formazione è stata svelata dalla disintegrazione della piattaforma glaciale Larsen B, avvenuta nel 2002, e dal conseguente ritiro dei ghiacciai Evans, Green ed Hektoria. L'insenatura è stata poi rinominata nel 2008 dal Comitato consultivo dei nomi antartici in onore di David G. Vaughan, professore onorario di geografia alla Swansea University e membro del British Antarctic Survey, attivo per molti anni nello studio dei movimenti e della disintegrazione della calotta antartica.